# Johann Friedrich Gmelin
Johann Friedrich Gmelin (n. 8 august 1748, Tübingen – 1 noiembrie 1804, Göttingen) a fost un medic și filozof precum un naturalist, botanist, chimist, entomolog, herpetolog, malacolog, și mineralog german. Abrevierea numelui său în cărți științifice este J.F.Gmel..

## Familie

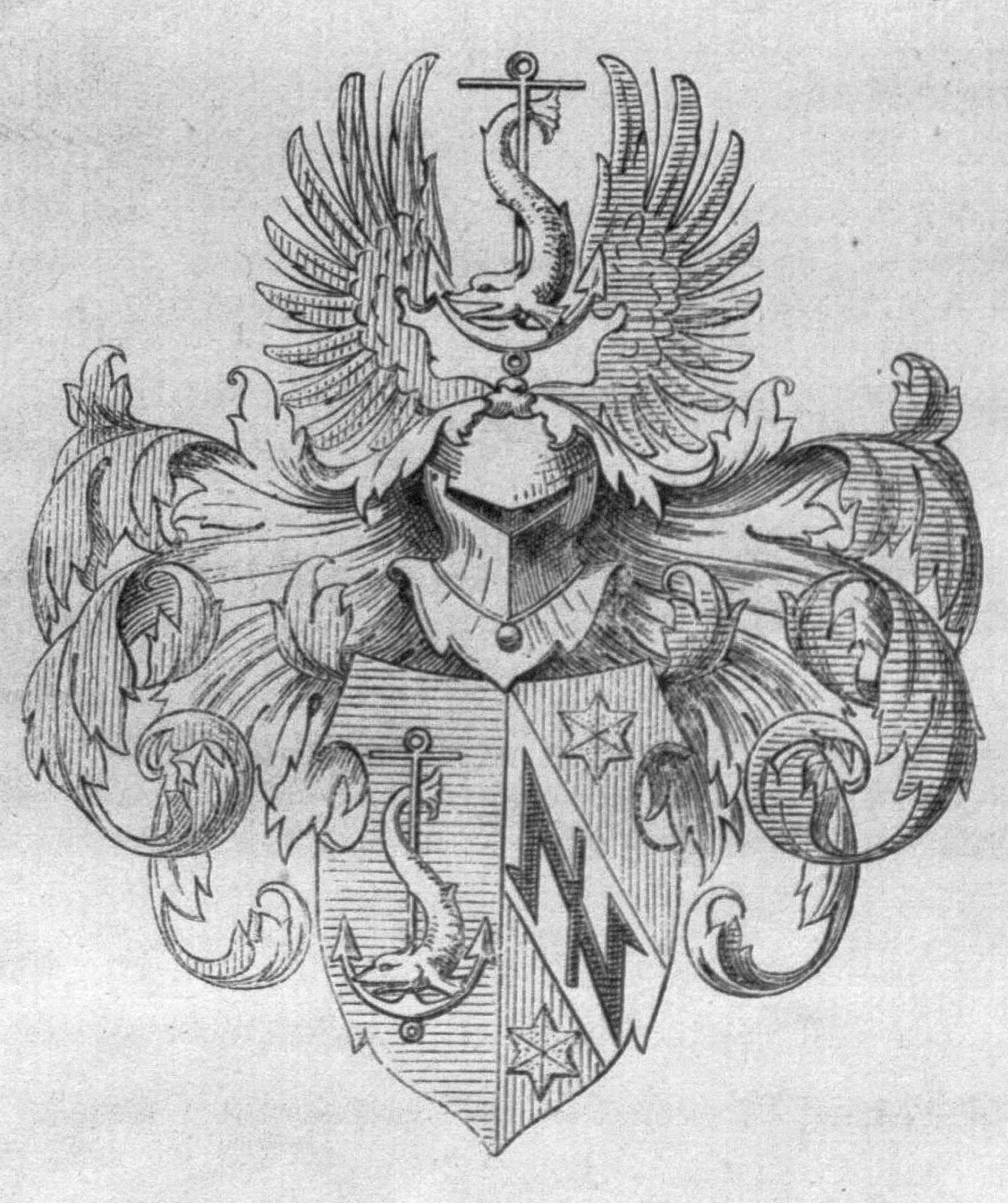
Stema Gmelin

Johann Friedrich provine dintr-o veche familie burgheză din Suebia. O legendă a familiei spune, că în jurul anului 1350 un anumit Urbanus Lentulus din Roma a fost gonit din cauza credinței sale deviante și s-a stabilit în Kirchheim unter Teck ca simplu cioban. Istoric apare deja la începutul secolului al XVI-lea Michael Gmelin. Fiul lui a fost pastorul luteran Wilhelm (1573-1635), protopărintele familiei. Din el se trage de acea și tatăl lui Johann Friedrich, renumitul medic, botanist și chimist Philipp Friedrich Gmelin (n. 19 august 1721, Tübingen – d. 9 mai 1768 Tübingen) precum unchiul, faimosul naturalist și cercetător al Siberiei Johann Georg Gmelin (n. 10 august 1709, Tübingen – d. 20 mai 1755 Tübingen).
Viitorul savant a fost primul fiu al lui Philipp Friedrich din căsătoria (1747) cu Marie Elisabeth Weihenmaier (1723-1773), fiica unui prelat.
Johann Friedrich s-a căsătorit la 15 aprilie 1779 cu Rosine Luise (n. 15 septembrie 1755, Nürtlingen – d. 18 mai 1828, Göttingen), fiica primarului de Nürtlingen Johann Gottlieb Schott. Soții au avut trei copii, pe Ludwig (1783-1787), Eduard (n. 10 octombrie1786, Göttingen - d. 20 martie Tübingen) și Leopold (1788-1853), chimist și profesor universitar.

## Biografie

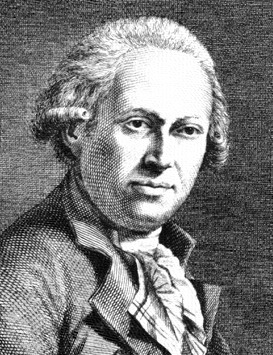
Johann Friedrich Gmelin pe la 1780

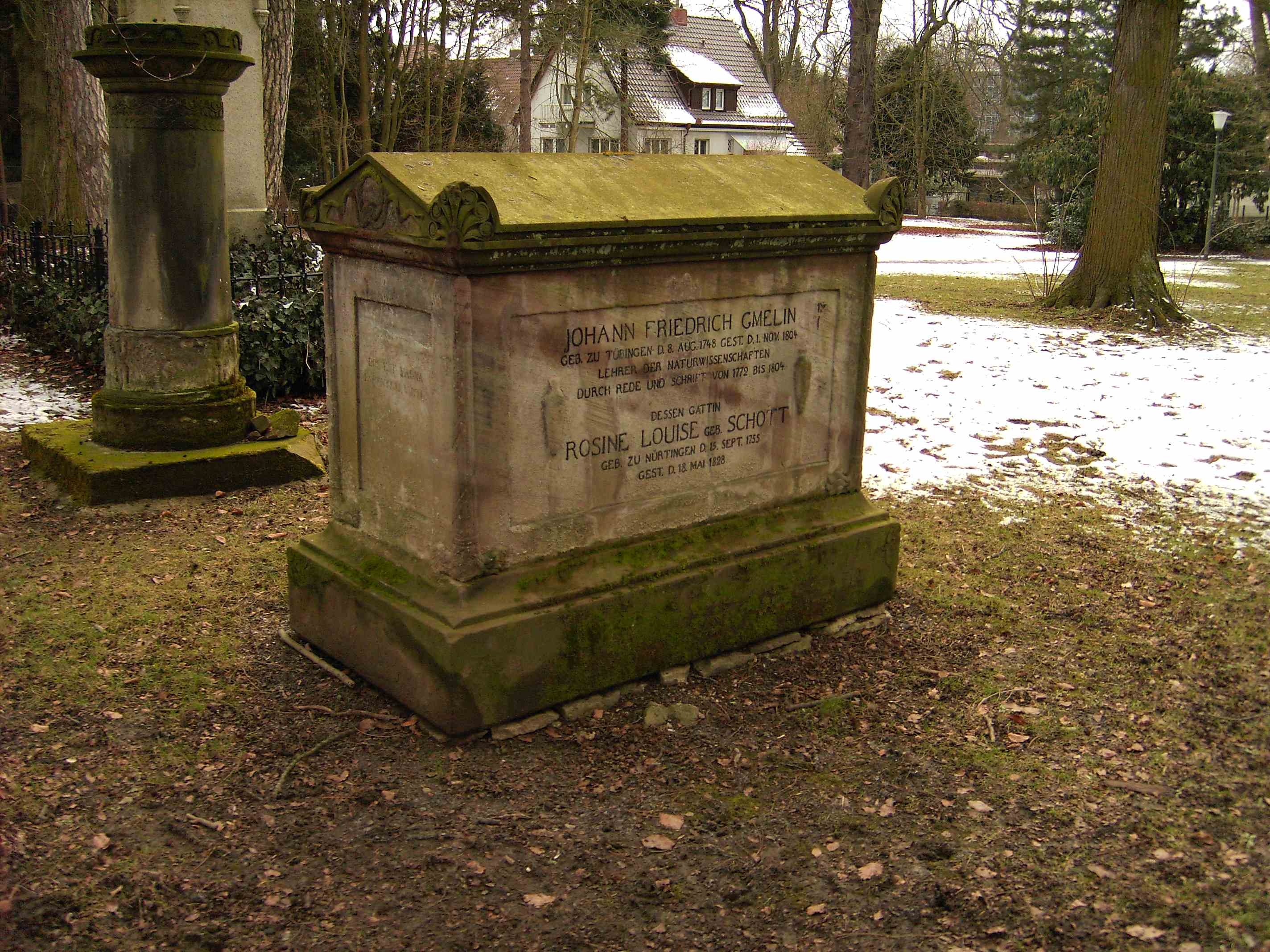
Mormântul soţilor Gmelin

În anul 1769, Gmelin și-a luat doctoratul la Universitatea Eberhard Karl din Tübingen cu tema Irritabilitatem vegetabilium in singulis plantarum partibus exploratam ulterioribusque experimentis confirmata („Iritabilitatea plantelor leguminoase detectată în fiecare din părțile plantei și confirmată ulterior prin experimente”). Conducător de doctorat a fost tatăl lui, Philipp Friedrich. Apoi a fost angajat, în 1772, mai întâi la aceiași universitate ca profesor asociat de medicină, după acea, în 1775, la Universitatea Georg-August din Göttingen ca profesor asociat de filozofie, iar după 3 ani, ca profesor titular, inițial numai de matematică, dar după scurt timp și pentru scaunele de botanică, chimie și mineralogie. Tot în 1778, a devenit membru al „Academiei de Științe din Göttingen”. Deja cu patru ani mai înainte, în 1774, a fost ales membru al Academiei Leopoldine.
În 1783, Gmelin a înființat unul din primele laboratoare publice în casa sa, la Hospitalstrasse din Göttingen, unde, în 1805, elevul lui Friedrich Stromeyer a introdus pentru prima dată o practică de chimie pentru studenți.
Gmelin a lucrat în primul rând ca autor de manuale pentru chimie, farmacie, mineralogie și botanică. În acest domeniu a publicat de exemplu Allgemeine Geschichte der Gifte („Istoria generală a toxinelor”) în 2 volume (1776-77), Grundriß der Mineralogie („Schiță bazală a mineralogiei”, 1790), Grundriß der Pharmazie („Schiță bazală a farmaciei”, 1792) și Geschichte der Chemie („Istoria chimiei”) în 3 volume (1797-1799). Din punct de vedere forestier, eseul lui cu privire la uscarea lemnului prin gândacul de scoarță (Scolytinae) din 1787 (Abhandlung über die Wurmtrocknis) a fost de o prezentare aprofundată. În primul rând gradația acestor insecte provocase o pagubă enormă în prima jumătate a secolului al XVIII-lea, transformând întregul Harz Superior, anterior plin de păduri, într-o goliciune (vezi cartea sub „publicații”). Între 1788 și 1793 a publicat o ediție extinsă a marii opere Systema Naturae a lui Carl von Linné, pe care a desemnat-o ca cea de-a 13-a ediție.
George al III-lea al Regatului Unit l-a onorat cu titlul de Hofrat regal (Consilier al Curții Regale) al Marii Britanii (1791). A devenit de asemenea membru străin precum de onorare al Academiei Ruse de Științe (1795).
Vasili Mihailovici Severgnin (rusă: Василий Михайлович Севергин, 1765-1826), profesor universitar, chimist, geolog și mineralog rusesc, a scris despre profesorul său, că el a fost un om de știință „cu cea mai extinsă cunoaștere a materiilor. Scrierile sale sunt scrise cu o precizie rară, emoție și înțelegere, diligență și informații extinse pe care le vedem peste tot.” Marele savant a murit mult prea devreme, la vârsta de doar 56 de ani în Göttingen.

## Genuri și specii denumite de Gmelin
Savantul a descris în cadrul biologiei extrem de multe genuri și specii: 
- Botanică: Mulțimea de plante și ciuperci descrise se pot vedea aici:
- Herpetologie: A descris multe specii noi de amfibieni și reptile, vezi:
- Malacologie: A descris și denumit multe specii de gastropode.
- Din publicațiile lui Gmelin despre păsări[13] și fluturi[14] sunt citate în calitate de autoritate peste 290 de specii.
  - Sylvia melanocephala J.F.Gmel., 1789 (Sylviidae)

## Onoruri

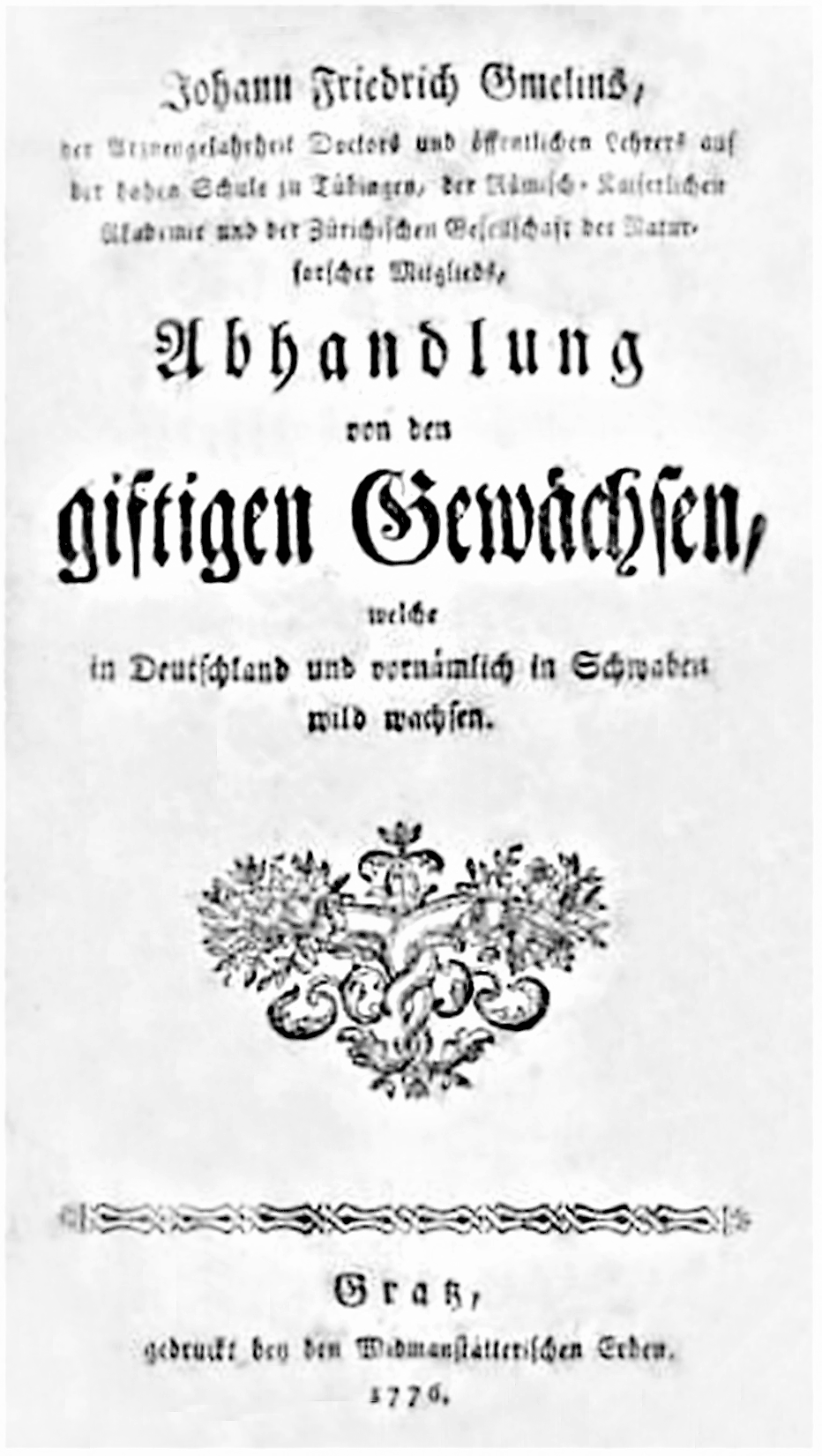
Gmelin: Abhandlung von den giftigen Gewächsen

- Artemisia gmelinii din genul de plante Artemisia a fost denumită după el.
- La 16 februarie 1983, Societatea Chimiștilor Germani (Gesellschaft Deutscher Chemiker e.V.) a creat „Premiul Johann Friedrich Gmelin” (Johann Friedrich Gmelin-Preis) până în anul 2003.[15]

Gmelin a fost membru multor societăți, între altele:
- Membru al Academiei Leopoldine
- Membru al Academiei de Științe din Göttingen
- Membru al Academiei Ruse de Științe
- Hofrat regal britanic

## Publicații (selecție)

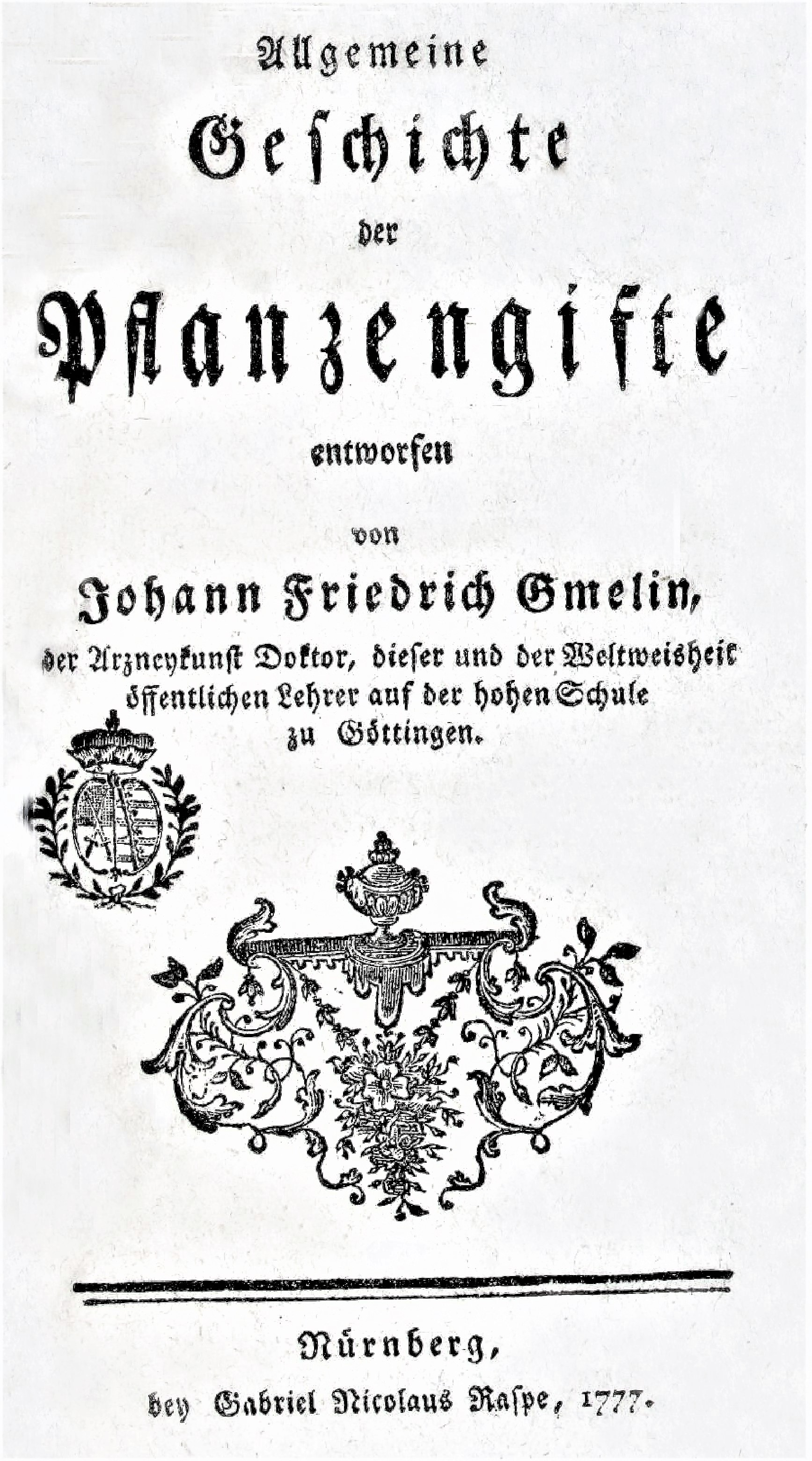
Gmelin: Allgemeine Geschichte der pflanlichen Gifte, 1777

- Abhandlung von den giftigen Gewächsen, welche in Deutschland und vornämlich in Schwaben wachsen, Editura Widmanstätterische Erben, Graz 1774
- Allgemeine Geschichte der Gifte, 2 vol., Editura  Weygandsche Buchhandlung, Leipzig 1776-77
- Allgemeine Geschichte der Pflanzengifte, Editura Gabriel Nicolaus Raspe, Nürnberg 1777
- Allgemeine Geschichte der mineralischen Gifte, Editura Gabriel Nicolaus Raspe, Nürnberg 1777.
- Des Ritters Carl von Linné vollständiges Natursystem des Mineralreichs, nach der zwölften Lateinischen Ausgabe - In einer freyen und vermehrten Übersetzung von J. F. Gmelin, 4 volume, Editura Gabriel Nicolaus Raspe, Nürnberg 1777-1779
- Johann Friedrich Gmelins Einleitung in die Chemie zum Gebrauch auf Universitäten, Editura Gabriel Nicolaus Raspe, Nürnberg 1780
- Einleitung in die Pharmacie, Editura Gabriel Nicolaus Raspe Nürnberg 1781
- Beyträge zur Geschichte des teutschen Bergbaus, Editura Gabriel Nicolaus Raspe Nürnberg 1783
- Ueber die neuere Entdeckungen in der Lehre von der Luft, und deren Anwendung auf Arzneikunst, Editura Gabriel Nicolaus Raspe Nürnberg 1784
- Grundsätze der technischen Chemie, Editura Gabriel Nicolaus Raspe Nürnberg 1786
- Abhandlung über die Wurmtrocknis, Editura Crusiusische Buchhandlung, Leipzig 1887
- Caroli a Linné systema naturae per regna tria naturae, secundum classes, ordines, genera, species, cum characteribus, differentiis, synonymis, locis ... Editio decima tertia, aucta, reformata, Editura Georg Emanuel Beer, Leipzig 1788-1793 în 3 volume și mai multe părți:
  - Volumul 1: Regnum Animale:
    - Partea 1: Mammalia,  p. 1-232 (1788) 
    - Partea 2: Aves, p. 233-1032 (1789) 
    - Partea 3: Amphibia und Pisces, p. 1033-1516 (1789) 
    - Partea 4: Insecta, p. 1517-2224 (1790) 
    - Partea 5: Insecta, p. 2225-3020 (1790) 
    - Partea 6: Vermes, p. 3021-3910 (1791) 
    - Partea 7: Index,  p. 3911-4120 (1792) 

  - Volumul 2: Regnum Vegetabile:
    - Partea 1: Regnum Vegetabile, p. 1-884 (1791)  Online
    - Partea 2: Regnum Vegetabile', p. 885-1661 (1792) 

  - Volumul 3: Regnum Lapideum, p. 1-476 3 plăci (1793)
- Grundriß der Mineralogie, Editura Johann Georg Rosenbusch, Göttingen 1790
- Grundriß der Pharmazie, Editura Johann Georg Rosenbusch, Göttingen 1792
- Apparatus Medicaminum tam simplicium quam praeparatorum et compositorum in Praxeos Adiumentum consideratus, cu mai multe plăci, Editura Dieterich, Göttingen 1795-1796
- Geschichte der Chemie, 3 volume, Editura Johann Georg Rosenbusch, Göttingen 1797-1799
- Allgemeine Geschichte der thierischen und mineralischen Gifte, Editura Johann Karl Müller, Erfurt 1806
- A tradus lucrarea lui Alexander Russell în 2 volume al „Istoriei naturale de Aleppo” (1797)[16]